# Зведення законодавчих норм
Зведення законодавчих норм (Restatements of the Law) - в американській юриспруденції являють собою збірники узагальнень з правових питань, які покликані інформувати суддів і адвокатів про загальні принципи загального права. На цей час існує чотири серії зведень, всі опубліковані Американським інститутом права (АІП), організацією суддів, правознавців і практиків, заснованою в 1923 році.

## Огляд
Окремі томи зведень є переважно кодифікацією прецедентного права, які представляють собою вироблені судовою практикою доктрини загального права, які розвиваються поступово з плином часу в силу принципу судового прецеденту. Хоча зведення законодавчих норм не виступають обов'язковим авторитетом самі по собі, вони дуже переконливі, тому, що сформульовані протягом кількох років зі значним внеском професорів права, практикуючих юристів та суддів. Вони призначені для відображення консенсусу американської юридичної спільноти щодо того, що являє собою закон, і, в деяких випадках, чим він повинен стати. Як описує зведення законодавчих норм Гарвардська школа права:
Мета АІП є витягти сутність «літери закону» з прецедентів, вказати тенденції загального права, та, іноді, рекомендувати те, чим має бути верховенство права. По суті, вони зводять існуюче загальне право в серію принципів або норм.
Кожен розділ зведення включає принцип літери закону, коментарі та ілюстрації і детальне обговорення всіх прецедентів, які увійшли в принципи, узагальнені у цьому одному розділі, у вигляді заміток журналістів. Посилаючись на розділ зведення у юридичному обґрунтуванні, адвокат може довести до відома судді ретельно вивчений витяг судового розбирання майже для будь-якої правової доктрини загального права. Суддя може розглянути розділ зведення і прийняти обґрунтоване рішення про те, як застосувати його при судочинстві. Хоча суди не мають ніяких формальних зобов'язань щодо визнання розділу зведень за закон, вони часто так вчиняють, тому що в таких розділах точно переформульовано вже встановлений закон у цій юрисдикції або, з погляду першого враження, вони переконливі з точки зору демонстрації поточної тенденції інших юрисдикцій до таких же дій.

## Вплив
Зведення законодавчих норм є одним з найбільш популярних і добре використовуваних джерел вторинної влади, що охоплює майже всі області загального права. Хоч їх і вважають джерелом права вторинного значення (порівняно з джерелом права первинного значення), про авторитетність зведень законодавчих норм свідчить їх прийняття судами на всій території Сполучених Штатів. Зведення були процитовані у більш ніж 150 000 зареєстрованих судових рішень.
У грудні 1923 року Бенджамін Н. Кардозо пояснив перспективну важливість зведення у лекції у  Єльській школі права:
Коли, нарешті, воно виходить під назвою Інституту і з його санкціями після всього цього тестування і повторного тестування, це буде щось менше, ніж кодекс і щось більше, ніж трактат. Його буде наділено унікальною владою, що не командує, але переконує. Воно буде втілювати сукупну думку і говорити сукупним голосом. Університети і суди, і судова колегія відіграватимуть певну роль у його створенні. Я дуже вірю у спроможність такого зведення об'єднати наш закон.
—Зростання закону (New Haven: Yale University Press, 1924), 9.

## Критика
Дехто з найбільш відомих вчених-юристів у Сполучених Штатах, включаючи суддю Річарда Познера та професора права Лоуренса М. Фрідмана, піддали різкій критиці зведення, характеризуючи їх як значний недолік. У статті 2007 року професор Крістін Девід Адамс дослідив і узагальнив різні критичні розбори зведень, які включали наступне: (1) його розробниками переважно виступає еліта і, отже, зведення стосуються еліти; (2) зведення занадто консервативні, а не як прогресивні, як передбачалося; (3) зведення фактично упредметнюють закон і професію юриста, а не намагаються включити емпіричні знання з інших дисциплін «реального світу»; (4) вони ізолювали право від більш динамічної реформи; (5) вони засновані на ілюзії, що загальне право є більш раціональним, ніж є насправді чи може бути; (6) вони відстають від «реального світу» проблем практикуючих юристів; і (7) зведення занадто прогресивні. Після цього Адамс захистив проект зведень, стверджуючи, що всі ці критичні розбори були насправді критикою самого загального права.

## Видання
У період між 1923 і 1944 роками Американський інститут права опублікував зведення з  Посередництва, Колізії правових норм, Контрактів, Судових рішень, Нерухомості, Відшкодування збитків, Безпеки, Правопорушень та Трастів.
javascript:void()
У 1952 році інститут започаткував другі зведення – поновлення вихідних зведень з новими аналізами і концепціями і розширеними авторитетними джерелами. (Також було зроблено зведення стосовно законодавства щодо зовнішніх зв'язків США.)
Другі зведення було зроблено з метою відображення змін і тенденцій в області права, а також для реалізації нового формату, який забезпечив більш широкі коментарі і більш значущий ілюстративний матеріал, надаючи більш повне зведення щодо обґрунтування займаної позиції. Наприклад, обсяги зазвичай включають набір приміток репортера, в яких детально викладені причини, з яких були засновані вказані принципи і норми, і авторитетні джерела, які підтримують їх. Також для зручності дослідників права друга серія томів надає перехресні посилання на ключові числа західної видавничої компанії Дайджест Систем і до анотованої збірки найважливіших судових рішень США (ALR), анотацій спільної видавничої компанії юристів. Крім того, томи з додатками включають пункти правових зведень з рішеннями державних апеляційних судів і федеральних судів з посиланням на зведення з кожного предмета.
Третя серія зведень була започаткована в 1987 році новим зведенням законодавства з зовнішніх зв'язків США. На цей час третє зведення включає томи з посередництва, регулюючих право юристів, нерухомості (іпотека, обтяження нерухомості, заповіти та інші донаторні передачі), відшкодування збитків та безпідставного збагачення, поручительства і гарантій, правопорушення (відповідальність виробника, розподіл відповідальності та фізична та емоційна шкода), трасти та недобросовісна конкуренція. В даний час ведуться нові проекти зведень трудового законодавства і законодавства США з міжнародного комерційного арбітражу в рамках серії третього зведення.

## Поточні версії зведень законодавчих норм
1. Restatement of the Law of Agency, Third (2006)
2. Restatement of Conflict of Laws, Second (1971)
3. Restatement of Contracts, Second (1981)
4. Restatement of Foreign Relations Law of the United States, Third (1987)
5. Restatement of Judgments, Second (1982)
6. Restatement of the Law Governing Lawyers, Third (2000)
7. Restatement of Property (1936−40; mostly superseded by Restatement of Property, Second and Third volumes)
8. Restatement of Property, Second, Landlord and Tenant (1977)
9. Restatement of Property, Second, Donative Transfers (1983−92)
10. Restatement of Property, Third, Mortgages (1997)
11. Restatement of Property, Third, Servitudes (2000)
12. Restatement of Property, Third, Wills and Other Donative Transfers (1999−2003)
13. Restatement of Restitution, Quasi-Contracts and Constructive Trusts (1937; soon to be superseded by Restatement of Restitution and Unjust Enrichment, Third)
14. Restatement of Restitution and Unjust Enrichment, Third (2011)
15. Restatement of Security (Division I largely superseded by the Article 9 of the Uniform Commercial Code; Division II entirely superseded by Restatement of Suretyship and Guaranty, Third)
16. Restatement of Suretyship and Guaranty, Third (1996)
17. Restatement of Torts, Second (1965−79; some sections superseded by Restatement of Torts, Third volumes)
18. Restatement of Torts, Third, Apportionment of Liability (2000)
19. Restatement of Torts, Third, Liability for Physical and Emotional Harm (2011)
20. Restatement of Torts, Third, Products Liability (1998)
21. Restatement of Trusts, Second (1959; some sections superseded by Restatement of Trusts, Third, General Principles)
22. Restatement of Trusts, Third (2003−08)
23. Restatement of Trusts, Third, Prudent Investor Rule (1992)
24. Restatement of Unfair Competition, Third (1995)

## Зовнішні посилання
- Сайт Американського інституту права [Архівовано 1 травня 2021 у Wayback Machine.]
- Юридичний довідник по зведенню з Гарвардської школи права
- Керівництво по першому зведенню законів в архіві Американського інституту права [Архівовано 3 березня 2016 у Wayback Machine.]
- Керівництво по другому зведенню законів в архіві Американського інституту права [Архівовано 19 лютого 2012 у Wayback Machine.]
- Керівництво по зведенню третьому в архіві Американського інституту права [Архівовано 3 березня 2016 у Wayback Machine.]